# Матјаж Зупан
Матјаж Зупан (словен. Matjaž Zupan; Крањ, 27. септембар 1968) бивши је југословенски и словеначки ски скакач.

## Биографија
Рођен је 27. септембра 1968. године у Крању. Дебитовао је у Светском купу 13. децембра 1986. у Лејк Плесиду.
Највећи успех остварио је 1988. године на Зимским олимпијским играма у Калгарију, када је освојио сребрну медаљу. На тимском такмичењу, репрезентација Југославије, била је у саставу Зупан, Примож Улага, Матјаж Дебелак и Миран Тепеш. Заузели су друго место, испред је била само репрезентација Финске.
Након завршетка каријере ски скакача, ради као тренер. За своја достигнућа награђен је Блоудековом плакетом.